# (308933) 2006 SQ372
(308933) 2006 SQ372 — очень далёкий транснептуновый объект. Был открыт во время слоановского цифрового обзора неба SDSS (англ. Sloan Digital Sky Survey) Н. Кейбом, А. Беккером, Д. Бизяевым и другими астрономами 27 сентября 2006 года. Позже был также обнаружен на архивных снимках, снятых 13 сентября 2005 года.

## Характеристики орбиты
Перигелий 2006 SQ372 находится на расстоянии 24,17 а. е. от Солнца (3,6 млрд км, между орбитами Урана и Нептуна). Большая полуось орбиты астероида составляет около 1000 а. е., а его орбита очень вытянутая, её эксцентриситет составляет 0,98. Афелий — 2140 а. е. (320 139 720 000 км, больше, чем у (87269) 2000 OO67, 2002 RN109, 2007 TG422 и Седны). По другим данным, афелий находится на расстоянии 1570 а. е. Оборот вокруг Солнца 2006 SQ372 делает примерно за 35 600 лет. Наклонение орбиты (i) составляет 19,5°. Больший афелий, чем у 2006 SQ372, известен лишь у 2013 BL76 (2499 а.е.), 2009 FW54 (2512 а.е.), 2005 VX3 (3080 а.е.), 2014 FE72 (3850 а. е.) и у долгопериодических комет, таких как комета Когоутека и комета Хякутакэ.

## Физические характеристики
Диаметр оценивается в пределах от 50 до 100 км.
Масса ≈ 1,7⋅1018 кг.

## Изменения орбиты
Первооткрыватели считают, что астероид 2006 SQ372 являлся в прошлом объектом внутренней части облака Оорта. Тогда как Майкл Браун из Калифорнийского технологического института считает, что он попал сюда со своей прежней орбиты в районе Нептуна или Урана.
Компьютерное моделирование показало, что в ближайшие 180 миллионов лет 2006 SQ372 может быть выброшен из Солнечной системы. Такая неопределённость с орбитой вызвала затруднения у специалистов Центра малых планет, поэтому 2006 SQ372 внесён и в списки кентавров, и в списки объектов рассеянного диска (как и (29981) 1999 TD10).